# Fuscoderma amphibolum
Fuscoderma amphibolum är en lavart som först beskrevs av C. Knight, och fick sitt nu gällande namn av P. M. Jørg. & D. J. Galloway. Fuscoderma amphibolum ingår i släktet Fuscoderma och familjen Pannariaceae.   Inga underarter finns listade i Catalogue of Life.